# Cantonul Barrême
Cantonul Barrême este un canton din arondismentul Digne-les-Bains, departamentul Alpes-de-Haute-Provence, regiunea Provence-Alpes-Côte d'Azur, Franța.

## Comune
- Barrême (reședință)
- Blieux
- Chaudon-Norante
- Clumanc
- Saint-Jacques
- Saint-Lions
- Senez
- Tartonne